# 2002 AA29
2002 AA29 (également écrit 2002 AA29) est un astéroïde Aton découvert par LINEAR le 9 janvier 2002. L'astéroïde suit une orbite en fer à cheval qui le fait se rapprocher de la Terre tous les 95 ans puisqu'il suit la même orbite que celle de la Terre autour du Soleil.
Dans 600 ans, il devrait orbiter dans la petite section de l'orbite en fer à cheval qu'il ne couvre pas habituellement ; vu de la Terre il semblerait alors orbiter autour de la planète sur une période d'un an. Après environ 45 ans, il retournerait sur son orbite en fer à cheval. Ce phénomène devrait se reproduire vers les années 3750 et encore en 6400 et ce fut le cas vers les années 520. Son orbite ne peut pas être prédite avec certitude au-delà de ces années.
Il mesure près de 60 mètres de diamètre.
J. Richard Gott et Edward Belbruno (en) de l'Université de Princeton ont spéculé que 2002 AA29 et la Lune furent formés après l'impact de Théia, qui aurait frappé la Terre au début de son histoire.